# Birabongse Bhanutej Bhanubandh
Prince Birabongse Bhanutej Bhanubandh, znany jako Prince Bira of Siam lub Prince Bira (ur. 15 lipca 1914 w Bangkoku, zm. 23 grudnia 1985 na stacji metra Barons Court w Londynie) – tajski kierowca wyścigowy, uczestnik wyścigów Formuły 1 w latach 1950–1954 oraz wyścigu 24h Le Mans w latach 1939 i 1954. 
Był także żeglarzem sportowym, czterokrotnym olimpijczykiem. Na igrzyskach w 1956 w Melbourne i 1960 w Rzymie startował w klasie Star (odpowiednio 12. i 19. miejsce), w 1964 w Tokio w klasie Dragon (22. miejsce), a w 1972 w Monachium w klasie Tempest (21. miejsce).
Zmarł na atak serca w Londynie w wieku 71 lat.

## Wyniki w Formule 1
| Rok  | Zespół                    | Bolid             | Silnik         | 1      | 2     | 3      | 4      | 5      | 6      | 7      | 8      | 9      | Pozycja | Punkty |
| ---- | ------------------------- | ----------------- | -------------- | ------ | ----- | ------ | ------ | ------ | ------ | ------ | ------ | ------ | ------- | ------ |
| 1950 | Scuderia Enrico Platé     | Maserati 4CLT/48  | Maserati R4 s  | GBR NU | MON 5 | 500    | SUI 4  | BEL    | FRA    | ITA NU |        |        | 8       | 5      |
| 1951 | „B. Bira”                 | Maserati 4CLT/48  | OSCA V12       | SUI    | 500   | BEL    | FRA    | GBR    | GER    | ITA    | ESP NU |        | NS      | 0      |
| 1952 | Equipe Gordini            | Simca-Gordini T15 | Gordini R4 s   | SUI NU | 500   | BEL 10 |        |        |        |        |        |        | NS      | 0      |
| 1952 | Equipe Gordini            | Gordini T16       | R6             |        |       |        | FRA NU | GBR 11 | GER    | NED    | ITA    |        | NS      | 0      |
| 1953 | Connaught Engineering     | Connaught Type A  | Lea-Francis R4 | ARG    | 500   | NED    | BEL    | FRA NU | GBR 7  | GER NU | SUI    |        | NS      | 0      |
| 1953 | Scuderia Milano           | Maserati A6GCM    | Maserati R6    |        |       |        |        |        |        |        |        | ITA 11 | NS      | 0      |
| 1954 | Officine Alfieri Maserati | Maserati A6GCM    | Maserati R6    | ARG 7  | 500   |        |        |        |        |        |        |        | 17      | 3      |
| 1954 | „B. Bira”                 | Maserati 250F     | Maserati R6    |        |       | BEL 6  | FRA 4  | GBR NU | GER NU | SUI    | ITA    | ESP 9  | 17      | 3      |